# Тако (јело)
Тако (шп. taco) је традиционално мексичко јело које се састоји од тортиље, направљене од кукурузног или пшеничног брашна, напуњене или умотане око надева. Надеви могу бити свињетина, говедина, јагњетина, пилетина, морска храна, поврће и сир. Углавном се једе без прибора, често са прилозима као што су салса, коријандер, љута или слатка паприка, парадајз, лук и зелена салата.